# 8 Korpus Obrony Powietrznej (ZSRR)
8 Korpus Obrony Powietrznej – wyższy związek taktyczny wojsk obrony powietrznej Sił Zbrojnych ZSRR i Federacji Rosyjskiej.

## Struktura organizacyjna
W latach 1991–1992
- dowództwo – Komsomolsk
- Brygada Rakietowa Obrony Powietrznej
- pułk rakietowy OP
- pułk rakietowy OP  – Chabarowsk
- 55 Brygada Radiotechniczna – Chabarowsk
- 76 Brygada Radiotechniczna –
- 44 pułk radiotechniczny – Sowiecka Gawana
- 48 prad  – Komsomolsk